# Tolos de Delfos
El tolos de Delfos era un tolos o temple circular construït l'any 390 ae. És un dels edificis que formaven part del santuari d'Atenea Pronaia, un conjunt situat a 1,5 quilòmetres a l'est de les principals ruïnes de Delfos, en la moderna regió de Fòcida.
El temple tenia una planta circular i estava envoltat de vint columnes dòriques a la part exterior. S'elevava del terra damunt un crepidoma de tres esglaons. A dins hi havia una cel·la o cambra circular a la qual s'accedia per una obertura triple de tipus antae. Se'n conserva només una part de l'entaulament, les mètopes del qual mostren escenes de lluita entre amazones i centaures.
Es desconeix l'ús que donaven a aquesta mena de temples circulars. Actualment se'n mantenen en peus tres columnes exteriors i part de l'arquitrau. El tolos forma part del conjunt del jaciment arqueològic de Delfos, catalogat des de 1987 com a Patrimoni de la Humanitat a Grècia per la UNESCO.

## El santuari d'Atenea Pronaia

Plànol del santuari d'Atenea Pronaia: Groc: període arcaic. Taronja: període clàssic 1. Temple d'Atenea Pronaia 2. Nou temple (d'Atenea Pronaia?) 3. Tolos 4. Tresor de Massàlia 5. Tresor dòric 6. Tèmenos dels herois 7. Altar d'Atenea Pronaia 8. Altar d'Higiea i Ilitia9. Altar arcaic no identificat 10. Edifici no identificat (per a sacerdots?) 11. Base per a l'estàtua de l'emperador Adrià? 12. Entrada est 13. Entrada sud

El santuari d'Atenea Pronaia estava emplaçat al vessant sud del mont Parnàs, al sud-est del santuari d'Apol·lo, prop de l'oracle. El temple era visible des de l'est abans d'arribar al temple d'Apol·lo; d'ací el nom d'Atenea Pronaia, que significa 'Atenea enfront del temple'. El santuari va adquirir molta importància a causa del costum dels qui acudien a fer una petició a l'oracle: primer havien d'oferir un sacrifici al temple d'Atenea Pronaia, que era el lloc on s'allotjava la Pitia.
Una terrassa de 150 x 40 metres, denominada Marmaria per l'ús del marbre com a material de construcció, conduïa als diferents altars, temples, tresors, i al tolos del santuari. L'edifici de més dimensió del santuari era el temple arcaic d'Atenea, que contenia al seu torn diferents altars, el més antic dels quals datava del segle vii aC. També hi havia dos tresors: els orígens del primer són desconeguts, i l'altre pertany al s. VI ae. Estava dedicat als habitants de Massilia (Marsella) com a agraïment per la victòria contra els etruscs. Enfront dels tresors hi havia un trofeu sobre una base rectangular que commemorava una conquesta grega contra els perses.
El 373 ae, un gran terratrèmol provocà la caiguda de diverses roques dels Fedríades, i destruí aquests temples.[9] Delfos hagué de demanar contribucions, que eren gravades en lloses de pedra i erigides al santuari. La reconstrucció se n'inicià al 370 ae, però es va interrompre després d'una sèrie de guerres sagrades. Els habitants de Fòcida van donar-hi una gran summa de diners i això permeté continuar la reconstrucció.

## El tolos

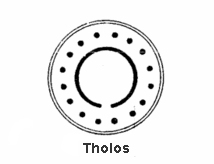
Planta d'un tolos

El tholos de Delfos es va construir al segle IV a. C., entre els anys 400 i 375 a. C. En el llibre VII del De Architectura Libri X de Vitruvi s'atribueix a l'arquitecte Teodor de Focea, de qui es diu que va escriure un llibre sobre l'estructura del temple.La seva intenció va ser la de fer un edifici que combinés les formes del segle anterior amb un nou tipus de planta circular. Vitruvi va definir l'edifici com un «temple amb cúpula a Delfos». No s'ha de confondre el nom de Teodor de Focea amb el de Teodor de Samos, a qui Vitruvi esmenta per separat.
La funció del tolos no és clara: hi ha diverses teories sobre el seu possible ús. Podria ser un temple per al culte ctònic dedicat a un déu o heroi local, semblant al tolos d'Epidaure. O potser era un tresor circular on es custodiaven les estàtues, semblant al Filipeu d'Olímpia. La planta circular del tolos de Delfos no és inusual en l'arquitectura grega, i en aquest cas la seua forma, amb els capitells corintis adornats amb fulles de l'interior de la cel·la, es consideren representatius dels boscos sagrats de la religió de la Dea Terra. El 1979, Vincent Scully pensava que "l'omphalos, que suposadament indicava el centre del món, es custodiava al temple del santuari d'Apol·lo (al centre del proper Delfos), però el tolos del santuari d'Atenea sembla evocar, amb més claredat que qualsevol altre edifici del lloc, el melic de la terra".
Es va reconstruir parcialment l'edifici al 1938. Se'n restauraren tres columnes al costat d'alguns trams parcials de la cornisa, part del canaló, les mètopes i tríglifs.

## Arquitectura

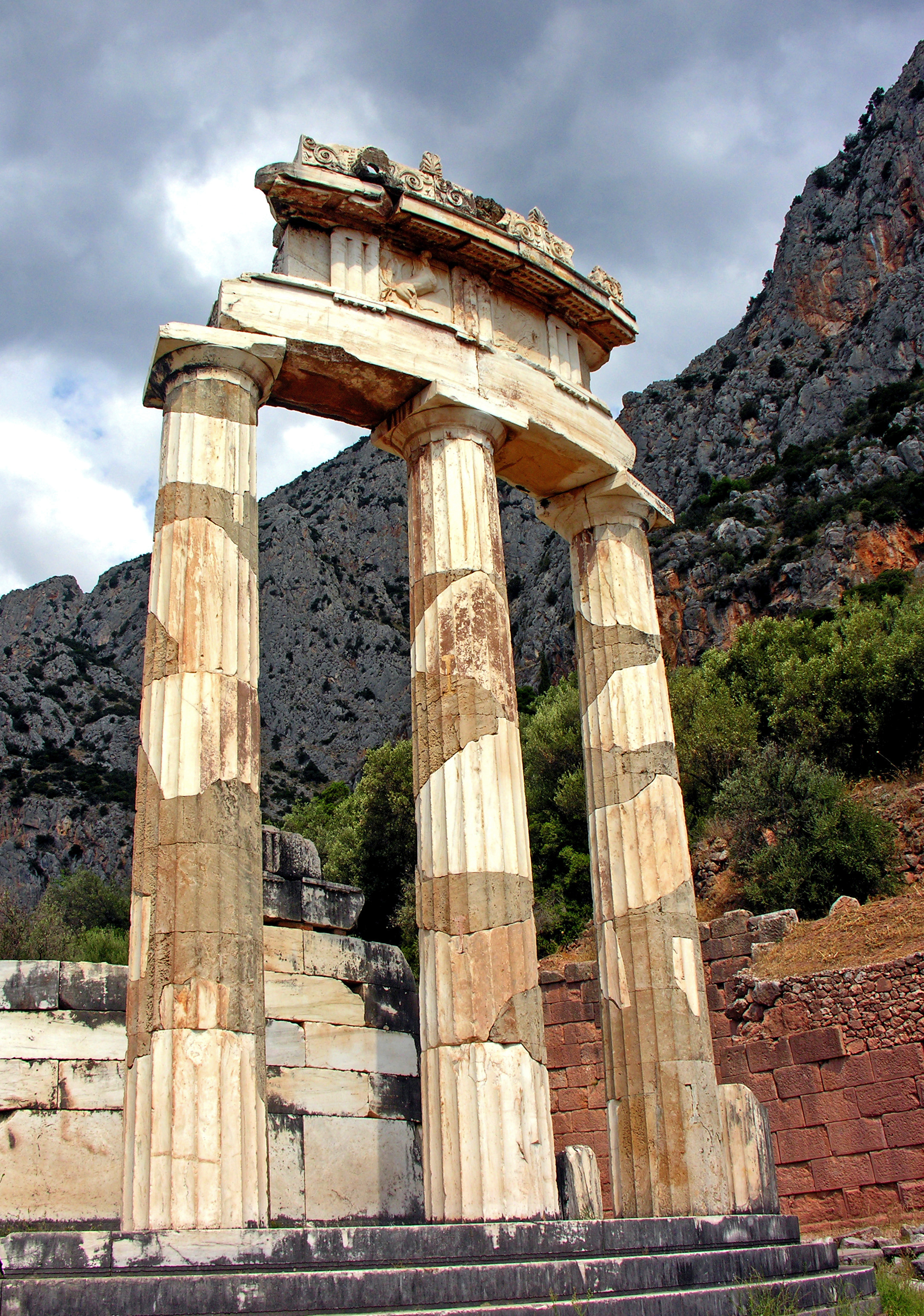
Les tres columnes dòriques reconstruïdes del tolos

El tolos estava constituït per una estructura circular monòptera de 13,50 metres de diàmetre, envoltada per la banda exterior per vint columnes dòriques de 5.93 metres d'alçada, disposades en cercle, un pteron. L'edifici s'assentava sobre un crepidoma que aixecava el temple 90 centímetres sobre el nivell del sòl. Sobre la columnata perimetral recolzava un fris amb mètopes i tríglifs, dels quals només es conserven alguns fragments. L'alçada total n'era de 13,50 m.
Dins del temple hi havia una naos o cambra, constituïda per un mur circular central de 8,50 m de diàmetre. La cara exterior del mur també estava coronada per un fris similar al de la columnata, però de mida més petita. A l'interior de la naos hi havia un banc circular de pedra, sobre el qual s'aixecaven deu columnes d'estil corinti, recolzades contra la superfície còncava del mur. Totes elles recolzades contra la superfície còncava del mur. Ocupaven un lloc altern a les columnes dòriques de l'exterior, coincidint exactament amb l'espai que hi ha entre les columnes exteriors. L'entrada a la cel·la es produïa a través d'una obertura triple situada al sud, formada per dos pals o pilars als extrems anomenats antaes entre els quals es disposaven dues semicolumnes jòniques, unit tot això a la part superior amb un entaulament. Aquesta entrada estaria tancada amb un reixat de bronze o ferro davant d'unes portes que suposadament serien de fusta.
Les columnes exteriors estaven situades considerablement més properes entre si que als edificis rectangulars contemporanis. Aquesta disposició del pteron es va fer amb una finalitat exclusivament estètica, amb la intenció de captar latenció de l'espectador sobre la corba de l'estructura. D'altra banda, l'elevació de la columnata sobre un podi augmentava l'aspecte estilitzat de l'edifici, que altrament s'hauria percebut com a aplatat a causa del nombre i la proximitat de les columnes.
El temple combinava diversos estils arquitectònics. L'ús de diferents materials també s'hi emprà com un recurs compositiu, amb un efecte de policromia natural. L'estructura principal del tolos es feu amb marbre pentèlic i els murs exteriors s'assentaven en un estrat de pedra eleusina negra o blava. Les lloses fines de marbre eleusí es deien titanolithos. El terra de la cel·la estava pavimentat amb la mateixa pedra calcària fosca, tret d'un cercle central de marbre blanc, igual que el banc interior de la cel·la, també de gres negre. La coberta d'enteixinat que sostenia la teulada era de marbre.
Els blocs del tholos estaven units entre si mitjançant juntes que coincidien amb la part central dels triglifs i metopes. Els carreus van ser puntejats excepte a les bandes laterals, que es van polir. Aquest mètode, realitzat també als Propileus d'Atenes, emfatitza l
La coberta del tholos probablement estava formada per dues teulades diferents, tot i que recents publicacions de l'Escola Francesa i la Électricité de France suggereixen el contrari. En el cas de tractar-se d'una doble coberta, des de la cel·la sobresortiria un primer sostre cònic, mentre que una altra teulada baixaria sobre el pteron des d'un nivell inferior del mur. Es desconeix la forma de les bigues de fusta que sostenien el sostre de la cel·la. J. P. Michaud suggereix que estaria subjecte mitjançant encavallades, cadascuna de les quals tindria un element horitzontal format per dues bigues llargues i relativament primes situades una al costat de l'altra. D'elles, només una s'inseriria a les petites cavitats de cada extrem de la naos. Els petits travessers de cada extrem de la naos s'explicarien pel fet que gran part del pes de la teulada reial estaria suportat pels murs. També és possible que existissin unes grans bigues individuals que tindrien una càrrega relativa. Aquestes podrien haver-se duplicat mitjançant altres travessers individuals disposats sota altres bigues més petites.
Damunt l'estructura s'hauria col·locat una coberta de teules, tot i que els arqueòlegs no han documentat la troballa de cap teulada d'aquest tipus, i açò indicaria la possibilitat que el sostre s'hagués ensorrat en l'antiguitat i les restes se n'haguessin retirat. També hi ha la hipòtesi que la naos es podria il·luminar amb finestres a la zona superior del mur, encara que no se n'ha trobat cap prova.

## Decoració escultòrica
La decoració escultòrica del fris, datada entre els anys 380 i 370 ae, es feu amb gran qualitat artística per artesans actualment desconeguts. Les escultures de les mètopes eren alts relleus, que es podien desprendre fàcilment de les plaques i ser reutilitzades, després d'haver estat polides de nou, com a material de construcció i com a làpides per a tombes en els primers anys del cristianisme.
Després del gran esforç per part dels especialistes de reunir els fragments del voltant del monument, en l'actualitat podem tenir-ne almenys una imatge incompleta de la forma originària i dels elements estilístics i decoratius de les representacions en relleu. Les mètopes grans de la part exterior mostren escenes d'una batalla entre amazones i centaures, habituals en la mitologia grega i molt apreciades en escultura. A dins, les figures del fris han perdurat desafortunadament molt fragmentades. Devien representar els treballs d'Hèrcules o de Teseu. Només s'ha conservat un tros de l'entaulament amb quatre mètopes, les estàtues de les quals representen el rapte d'una jove per un centaure, un cavall assegut i un guerrer muntat a cavall. Ara es conserven al Museu Arqueològic de Delfos.
El peristil i els murs es decoraren amb motllures en relleu,[9] així com el canaló de l'entaulament dòric exterior, que tenia gàrgoles amb caps de lleó. La suposada teulada cònica estava decorada amb acroteris que representaven vuit estàtues femenines dansant: la reconstrucció no en resulta clara, especialment després del recent descobriment de dues fileres de sortidors d'aigua.
Malgrat el seu estat actual fragmentat, els relleus arquitectònics de Delfos revelen una gran destresa per part dels creadors, quant al tractament dels materials (especialment el marbre) i en els detalls de gran dinamisme i excel·lent precisió anatòmica. Els elements de la tradició iconogràfica del segle iv aC combinats d'una altra manera li donen un moviment artístic innovador, i inicien una competició creativa entre l'art del relleu i l'art plàstic esculpit. Per aconseguir la composició d'aquests elements oposats s'empra l'alt relleu que pot ser separat de la placa del plafó, la llibertat de moviments de les escultures s'obté pels detalls, i la intensitat dramàtica reflectida en les figures mostra la passió i la fúria del conflicte entre enemics en una escena de batalla representada de menera realista.

## Galeria d'imatges

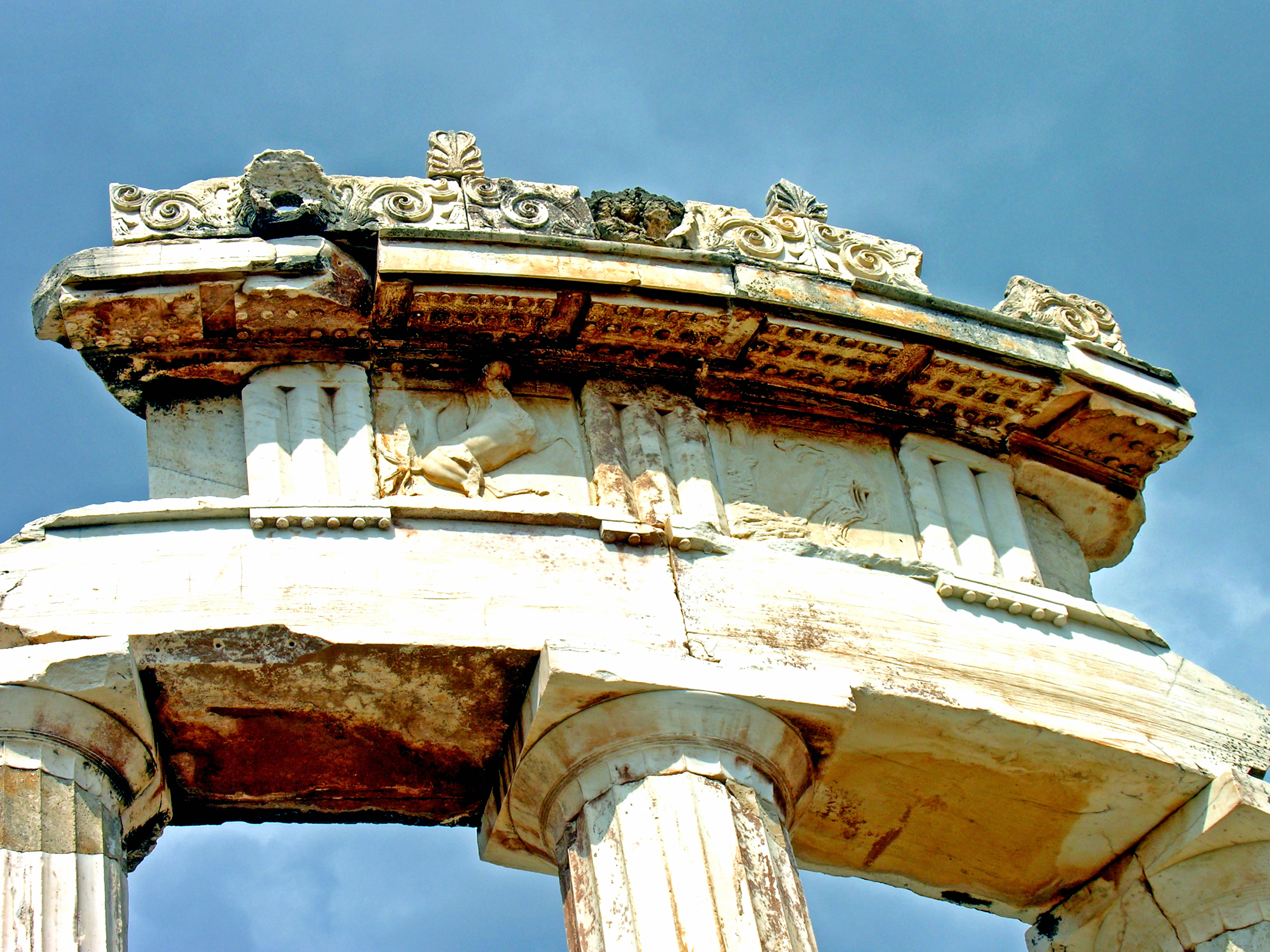
Detall de les mètopes i tríglifs de la part de l'entaulament que encara roman dempeus
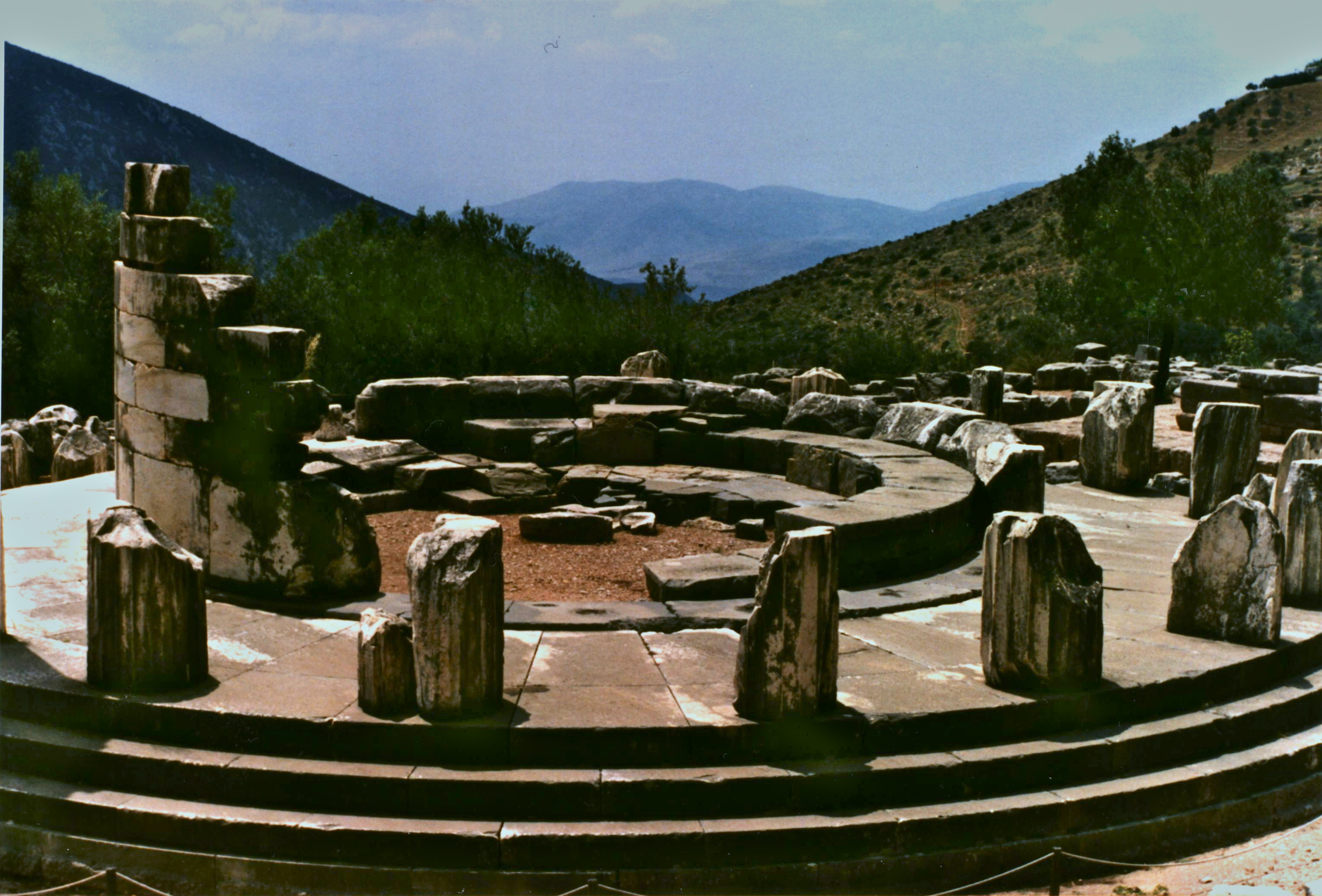
Detall de les restes de la cel·la i del paviment